# マーディア
マーディア (アラビア語: المهدية al-Mahdiya, Mahdia) は、チュニジア東部のマーディア県の首都である。マディア・マフディアとも。
地中海に面する。人口4万5977人 (2004)。

## 歴史
古代フェニキア時代から続く都市で、当初はルスパエ (Ruspae)、のちにはヘンキル・スビア (Henchir Sbia) またはスビア (Sbia)、6世紀にはルスピナ (Ruspina) と呼ばれた。
921年、ファーティマ朝によりイフリーキヤの都として再建された。
1087年、ジェノヴァとピサの攻撃を受けた (Mahdia campaign)。1390年には十字軍の攻撃を受けた （マーディア十字軍）。

## 画像
- 市章
- 古代の城門だったスキファ・カフラ門
- 墓地